# Melodifestivalen 2009

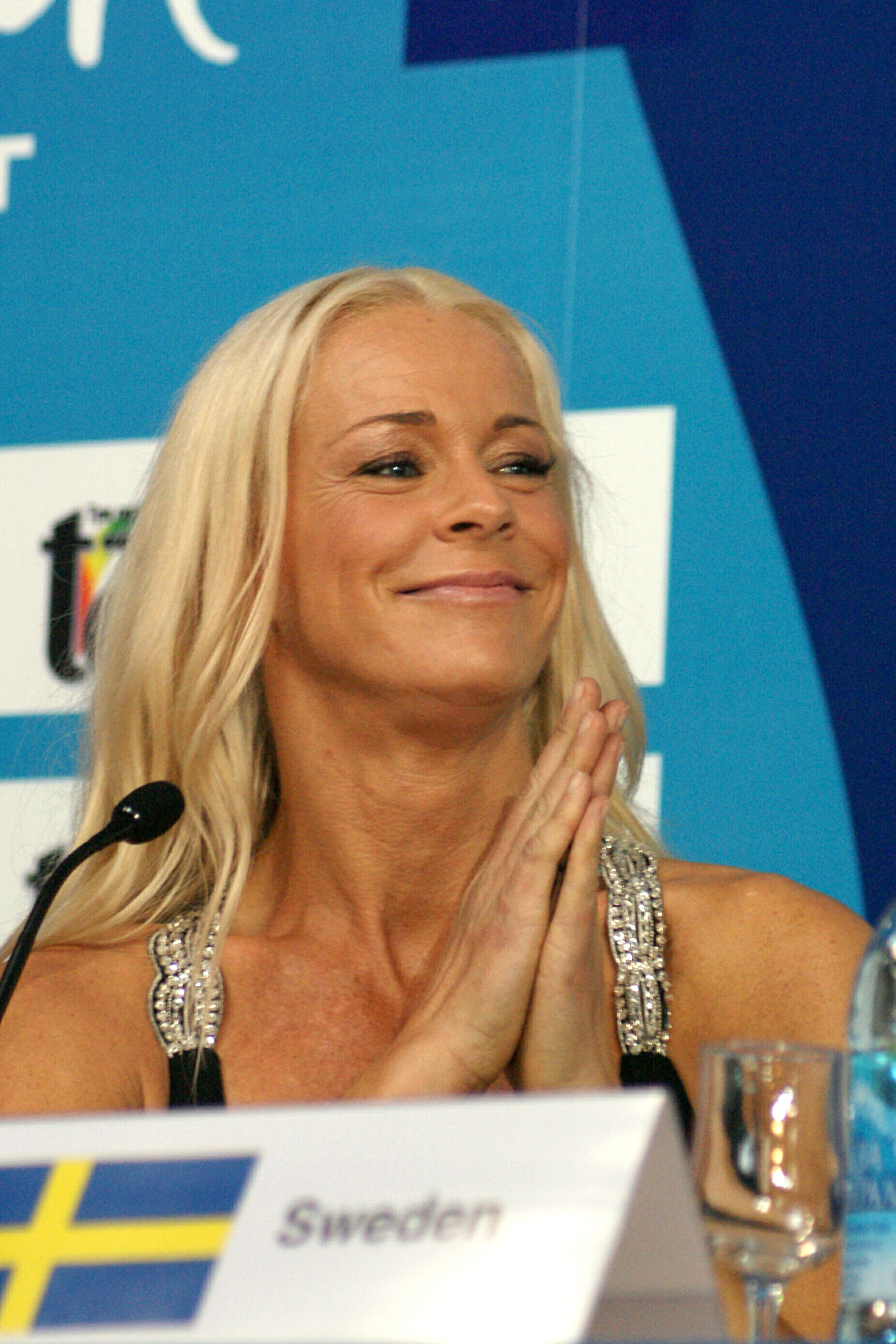
Malena Ernman vann Melodifestivalen 2009 med låten "La Voix".

Melodifestivalen 2009 var den 49:e upplagan av Melodifestivalen tillika Sveriges uttagning till Eurovision Song Contest 2009, som detta år arrangerades i Moskva, Ryssland. Tävlingen utgjordes av en turné bestående av fyra deltävlingar à åtta bidrag, uppsamlingsheatet Andra chansen och slutligen en final där vinnaren, ”La voix” med Malena Ernman, korades.

## Tävlingsupplägg
Sveriges Television lät för åttonde året i rad använda sig av det deltävlingsformat som inför 2002 års tävling introducerades till tävlingen; tittarna avgjorde genom telefonröstning resultatet i de fyra deltävlingarna och uppsamlingsheatet Andra chansen, innan en final arrangerades. De fyra deltävlingarna sändes detta år från Göteborg, Skellefteå, Leksand och Malmö, Andra chansen från Norrköping och finalen från Stockholm. Av totalt 3 440 inskickade bidrag valde en urvalsjury, tillsatt av Sveriges Television, med hjälp av Svenska musikförläggarföreningen ut 28 av tävlingens 32 bidrag, varpå Sveriges Television kompletterade med ytterligare fyra; bidragen fördelades sedan jämnt över de fyra deltävlingarna. I den urvalsjury som utsåg de 28 första bidragen medverkade för första, och hittills enda, gången tre utländska panelister; Eurovisionjournalisten Barry Vineker, Yleisradio Oy-profilen Thomas Lundin och den franska delegationschefen i Eurovision Song Contest, Bruno Berberes. De låga svenska placeringarna i Eurovision tros ha varit den bakomliggande anledningen till förändringen.
Sveriges Television lät för första gången sedan deltävlingsformatets införande utöka deltävlingarna från två till tre tävlingsomgångar; i den första röstade tittarna vidare fem bidrag, vilka sedan visades i kortare versioner i form av en snabbrepris; i den andra röstade tittarna vidare de fyra bidrag som där samlade på sig flest röster, varpå det med femte flest röster fick lämna tävlingen; i den tredje möttes de fyra bidragen i två dueller, där duellvinnarna gick till final och förlorarna till Andra chansen. När tittarna hade utsett sina två finalister fick den internationella juryn ge en nominering till ett av de resterande sex bidragen, som genom denna nominering i slutändan kunde komma att gå till final som det elfte bidraget i ordningen. Detta avgjordes emellertid först i samband med att tittarna utsett sina tio finalister, det vill säga efter duellmomenten i Andra chansen. På förhand kunde alltså mellan 16 och 20 bidrag gå vidare från de fyra deltävlingarna, beroende på vilka bidrag den internationella juryn utsåg; siffran uppgick sedermera till 17 bidrag. Tittarna röstade från deltävlingarna vidare åtta bidrag till final och åtta till Andra chansen; de nionde och tionde finalplatserna utsågs av tittarna i dueller under det sistnämnda uppsamlingsheatet. I Andra chansen utsåg sedan den internationella juryn en elfte finalist av de bidrag den hade gett dubbel chans eller räddat kvar i deltävlingarna. Finalen utgjordes sedermera av elva bidrag. Likt tidigare år delade tittarna där makten med jurygrupper, dels de elva svenska jurygrupperna, representerade av Sveriges Televisions elva regionala nyhetsregioner, och dels den internationella juryn, som också kom att utdela poäng.

### Regelverk
I enlighet med Melodifestivalens regelverk skulle tävlande artister och bidrag förhålla sig till följande:
- Endast svenska medborgare, som var folkbokförda i Sverige hösten 2008, fick skicka in bidrag till tävlingen; undantaget var personer som under perioden 1 oktober 2008–30 mars 2009 var anställda av Sveriges Television.
- Låtarna som skickades in fick inte överstiga tre minuter, och fick inte ha varit publicerade tidigare; Sveriges Television beslutade i sin tur när tävlingsbidragen fick släppas.
- Sveriges Television hade full beslutsrätt i att välja artist(er) till samtliga bidrag, varför de(n) som sjöng på respektive låts demoversion skulle vara beredd(a) på att framföra bidraget i tävlingen.
- Inskickade bidrag fick framföras på valfritt språk; i samband med inskickning skulle en svensk text till låtar som inte sjöngs på svenska eller engelska bifogas.
- Medverkande personer skulle vara fyllda 16 år dagen då Eurovision Song Contest skulle komma att arrangeras.
- Sveriges Television hade rätt att när som helst diskvalificera bidrag.
- Sveriges Television reserverade på förhand tio av de trettiotvå platserna åt svenskspråkiga bidrag; siffran kom senare att justeras.

Sveriges Television lät också presentera förändringar av regelverket inför årets tävling:
- Alla sånginsatser, exklusive körsång, skulle göras live; för första gången tilläts förinspelad körsång även i scennumret.
- Maxantalet personer närvarande på scen utökades från sex till åtta.

## Datum och händelser
- Den 11 september 2008 presenterade Sveriges Television vilka städer som skulle komma att agera värdar under tävlingens sex sändningar.[2]
- Senast den 23 september 2008 skulle bidragen till Melodifestivalen 2009 vara inskickade eller poststämplade till Sveriges Television.[3]
- Den 14 oktober 2008 presenterades bidragstitlarna och upphovsmännen till de 28 bidrag urvalsjuryn valt ut.[7]
- Med start den 18 november 2008 presenterade Sveriges Television i fyra omgångar, en gång i veckan, de 28 första bidragens artister artisterna med tillhörande bidrag till festivalen;[8] dansbandet Scotts erbjöds under den direktsända finalen av Dansbandskampen 2008 av Christer Björkman en av de låtar urvalsjuryn valt ut, och tackade ja till erbjudandet.[9]
- Med start den 19 november 2008 presenterade Sveriges Television i fyra omgångar, en gång i veckan, de fyra bidrag som tävlade som jokrar;[8][10][11][12]
  - "Baby Goodbye" med E.M.D.
  - "Disconnect Me" med Marie Serneholt
  - "Kärlekssång från mig" med Markoolio
  - "La voix" med Malena Ernman
- Den 18 december 2008 presenterades Petra Mede som tävlingens programledare.[13]
- Den 15 januari 2009 offentliggjorde Sveriges Television startordningen i de fyra deltävlingarna.[14]

### Turnéplan
- Lördagen den 7 februari 2009 – Deltävling 1, Scandinavium, Göteborg
- Lördagen den 14 februari 2009 – Deltävling 2, Skellefteå Kraft Arena, Skellefteå
- Lördagen den 21 februari 2009 – Deltävling 3, Ejendals Arena, Leksand
- Lördagen den 28 februari 2009 – Deltävling 4, Malmö Arena, Malmö
- Lördagen den 7 mars 2009 – Andra chansen, Himmelstalundshallen, Norrköping
- Lördagen den 14 mars 2009 – Finalen, Globen, Stockholm

## Deltävlingarna
| Återkommande artister      | Återkommande artister             | Återkommande artister |
| Artist                     | Tidigare år (plac.)               | Tidigare år (plac.)   |
| Artist                     | Mel.                              | ESC                   |
| -------------------------- | --------------------------------- | --------------------- |
| Alcazar                    | 2003 (3:a) 2005 (3:a)             | –                     |
| Amy Diamond                | 2008 (8:a)                        | –                     |
| Anna Sahlene               | 2003 (u.r.) 2006 (u.r.)           | 2002 (3:a)            |
| BWO                        | 2005 (u.r.) 2006 (2:a) 2008 (3:a) | –                     |
| Caroline af Ugglas         | 2007 (u.r.)                       | –                     |
| Johan Becker               | 2005 (u.r.)                       | –                     |
| Lasse Lindh                | 2008 (u.r.)                       | –                     |
| Lili & Susie               | 1989 (5:a)                        | –                     |
| Lina Hedlund               | 2002 (9:a) 2003 (u.r.)            | –                     |
| Måns Zelmerlöw             | 2007 (3:a)                        | –                     |
| Sarah Dawn Finer           | 2007 (4:a)                        | –                     |
| Shirley Clamp              | 2003 (u.r.) 2004 (2:a) 2005 (4:a) | –                     |
| Sofia                      | 2007 (u.r.)                       | –                     |
| Velvet                     | 2006 (u.r.) 2008 (u.r.)           | –                     |
| 1. 2. 3. 4. 5. 6. 7. 8. 9. |                                   |                       |

Deltävlingarna direktsändes i SVT1 varje lördag klockan 20.00–21.35. Tittarna avgjorde på egen hand resultatet i tre omgångar;
- i den första omgången gallrades de tre bidrag med lägst röstetal i tittaromröstningen bort, varpå fem bidrag avancerade till nästa omgång;
- i den andra omgången gallrades det bidrag som där fick lägst röstetal efter de båda omgångarna bort, varpå övriga fyra bidrag avancerade till duellomgången;
- i den tredje omgången ställdes de första- och fjärdeplacerade, och de andra- och tredjeplacerade bidragen mot varandra i två dueller; vinnaren i respektive duell gick till final, och förloraren till Andra chansen.

När tittarna hade utsett sina två finalister fick den internationella juryn ge en nominering ett av de resterande sex bidragen, som genom denna nominering i slutändan kunde komma att gå till final som det elfte bidraget i ordningen. Detta avgjordes emellertid först i samband med att tittarna utsett sina tio finalister, det vill säga efter duellmomenten i Andra chansen.
Likt tidigare år avgjorde tittarna resultatet genom att ringa. Tittarna kunda rösta genom att ringa antingen 099-320 0X, där X var bidragets startnummer, för 9,90 kronor, vilka oavkortat gick till Radiohjälpen, eller 099-230 0X, där X var bidraget startnummer, för 3,95 kronor per samtal. Till skillnad från tidigare år kunde nu samtliga tittare, oberoende av operatör, rösta även genom att skicka SMS, innehållande önskat bidrags startnummer, till 72 211, för 3,95 kronor per SMS. Bidragen som gick vidare till röstningsomgång två behöll sina respektive startnummer. Hur många röster, och vilken placering, de kvalificerade bidragen fick redovisades först efter turnéns slut, eftersom Sveriges Television inte ville påverka tittarna inför finalen.

### Deltävling 1: Göteborg
Deltävlingen sändes från Scandinavium i Göteborg lördagen den 7 februari 2009.

#### Startfält
Bidragen presenteras nedan i startordning.
| Nr | Artist             | Bidrag                    | Text och musik                                                              |
| -- | ------------------ | ------------------------- | --------------------------------------------------------------------------- |
| 1  | Nina Söderquist    | Tick Tock                 | Johan Lyander, Matti Alfonzetti                                             |
| 2  | Jonathan Fagerlund | Welcome To My Life        | Didrik Thott, Samuel Waermö                                                 |
| 3  | Shirley Clamp      | Med hjärtat fyllt av ljus | Bobby Ljunggren, Henrik Wikström, Ingela Forsman                            |
| 4  | Scotts             | Jag tror på oss           | Ingela Forsman, Lars Diedricson, Martin Hedström                            |
| 5  | Emilia             | You're My World           | Emilia Rydberg, Figge Boström                                               |
| 6  | Alcazar            | Stay the Night            | Anders Hansson, Andreas Lundstedt, Lina Hedlund, Mårten Sandén, Tess Merkel |
| 7  | Caroline af Ugglas | Snälla, snälla            | Caroline af Ugglas, Heinz Liljedahl                                         |
| 8  | Marie Serneholt    | Disconnect Me             | Peter Boström, Tony Nilsson                                                 |

#### Resultat
| Resultat i duellomgången | Resultat i duellomgången | Resultat i duellomgången | Resultat i duellomgången | Resultat i duellomgången |
| ------------------------ | ------------------------ | ------------------------ | ------------------------ | ------------------------ |
| Duell                    | Nr                       | Bidrag                   | Antal röster             | Anm.                     |
| 1                        | 4                        | Jag tror på oss          | 63 208                   | Andra chansen            |
| 1                        | 6                        | Stay the Night           | 92 630                   | Till final               |
| 2                        | 5                        | You're My World          | 79 496                   | Till final               |
| 2                        | 7                        | Snälla snälla            | 66 520                   | Andra chansen            |

| Nr | Bidrag                    | Antal röster | Antal röster | Plac. | Duell | Duell   | Anm.          | Anm.          |
| Nr | Bidrag                    | Omgång 1     | Omgång 2     | Plac. | Duell | Duell   | Anm.          | Anm.          |
| -- | ------------------------- | ------------ | ------------ | ----- | ----- | ------- | ------------- | ------------- |
| 1  | Tick Tock                 | 28 404       | 59 122       | 5     | —     | —       | Utröstad      | Utröstad      |
| 2  | Welcome to My Life        | 20 847       | —            | 7     | —     | —       | Utröstad      | Utröstad      |
| 3  | Med hjärtat fyllt av ljus | 11 542       | —            | 8     | —     | —       | Utröstad      | Utröstad      |
| 4  | Jag tror på oss           | 39 831       | 72 455       | 3     | 1     | Förlust | Andra chansen | Andra chansen |
| 5  | You're My World           | 28 960       | 60 471       | 4     | 2     | Vinst   | Till final    | Till final    |
| 6  | Stay the Night            | 40 913       | 77 368       | 2     | 1     | Vinst   | Till final    | Till final    |
| 7  | Snälla snälla             | 32 839       | 84 451       | 1     | 2     | Förlust | Andra chansen | I. J.         |
| 8  | Disconnect Me             | 23 599       | —            | 6     | —     | —       | Utröstad      | Utröstad      |

#### Siffror
- Antal TV-tittare: 3 294 000 tittare[15]
- Antal telefonröster: 721 334 röster[15]
- Summa pengar insamlad till Radiohjälpen: 1 396 108 kronor[15]

### Deltävling 2: Skellefteå
Deltävlingen sändes från Skellefteå Kraft Arena i Skellefteå lördagen den 14 februari 2009.

#### Startfält
Bidragen presenteras nedan i startordning.
| Nr | Artist               | Bidrag                        | Text och musik                                                       |
| -- | -------------------- | ----------------------------- | -------------------------------------------------------------------- |
| 1  | Lili & Susie         | Show Me Heaven                | Calle Kindbom, Nestor Geli, Pär Lönn, Susie Päivärinta, Thomas G:son |
| 2  | Lasse Lindh & Bandet | Jag ska slåss i dina kvarter! | Lasse Lindh                                                          |
| 3  | Jennifer Brown       | Never Been Here Before        | Jennifer Brown, Peter Kvint                                          |
| 4  | H.E.A.T.             | 1000 Miles                    | David Stenmarck, Niklas Jarl                                         |
| 5  | Markoolio            | Kärlekssång från mig          | Karl Eurén, Marko Lehtosalo, Patrik Henzel                           |
| 6  | Amy Diamond          | It's My Life                  | Alexander Bard, Bobby Ljunggren, Oscar Holter                        |
| 7  | Cookies N Beans      | What If                       | Amir Aly, Maciel Numhauser, Robin Abrahamsson                        |
| 8  | Måns Zelmerlöw       | Hope and Glory                | Fredrik Kempe, Henrik Wikström, Måns Zelmerlöw                       |

#### Resultat
| Resultat i duellomgången | Resultat i duellomgången | Resultat i duellomgången | Resultat i duellomgången | Resultat i duellomgången |
| ------------------------ | ------------------------ | ------------------------ | ------------------------ | ------------------------ |
| Duell                    | Nr                       | Bidrag                   | Antal röster             | Anm.                     |
| 1                        | 4                        | 1000 Miles               | 89 631                   | Till final               |
| 1                        | 6                        | It's My Life             | 69 204                   | Andra chansen            |
| 2                        | 1                        | Show Me Heaven           | 67 859                   | Andra chansen            |
| 2                        | 8                        | Hope and Glory           | 107 523                  | Till final               |

| Nr | Bidrag                        | Antal röster | Antal röster | Plac. | Duell | Duell   | Anm.          | Anm.          |
| Nr | Bidrag                        | Omgång 1     | Omgång 2     | Plac. | Duell | Duell   | Anm.          | Anm.          |
| -- | ----------------------------- | ------------ | ------------ | ----- | ----- | ------- | ------------- | ------------- |
| 1  | Show Me Heaven                | 30 813       | 70 081       | 4     | 2     | Förlust | Andra chansen | Andra chansen |
| 2  | Jag ska slåss i dina kvarter! | 9 084        | —            | 8     | —     | —       | Utröstad      | Utröstad      |
| 3  | Never Been Here Before        | 9 645        | —            | 7     | —     | —       | Utröstad      | Utröstad      |
| 4  | 1000 Miles                    | 50 735       | 96 985       | 2     | 1     | Vinst   | Till final    | Till final    |
| 5  | Kärlekssång från mig          | 14 704       | —            | 6     | —     | —       | Utröstad      | Utröstad      |
| 6  | It's My Life                  | 43 352       | 77 571       | 3     | 1     | Förlust | Andra chansen | I. J.         |
| 7  | What If                       | 33 490       | 64 613       | 5     | —     | —       | Utröstad      | Utröstad      |
| 8  | Hope and Glory                | 74 821       | 129 621      | 1     | 2     | Vinst   | Till final    | Till final    |

#### Siffror
- Antal TV-tittare: 3 032 000 tittare[15]
- Antal telefonröster: 812 874 röster (röstningsrekord för en deltävling)[15]
- Summa pengar insamlad till Radiohjälpen: 1 269 807 kronor[15]

### Deltävling 3: Leksand
Deltävlingen sändes från Ejendals Arena i Leksand lördagen den 21 februari 2009.

#### Startfält
Bidragen presenteras nedan i startordning.
| Nr | Artist                               | Bidrag             | Text och musik                                                   |
| -- | ------------------------------------ | ------------------ | ---------------------------------------------------------------- |
| 1  | Velvet                               | The Queen          | Henrik Janson, Tony Nilsson                                      |
| 2  | Rigo & The Topaz Sound feat. Red Fox | I Got U            | Rodrigo Pencheff, Tobias Karlsson                                |
| 3  | Molly Sandén                         | Så vill stjärnorna | Bobby Ljunggren, Ingela Forsman, Marcos Ubeda                    |
| 4  | E.M.D.                               | Baby Goodbye       | Danny Saucedo, Erik Segerstedt, Mattias Andréasson, Oscar Görres |
| 5  | Mikael Rickfors                      | Du vinner över mig | Thomas G:son                                                     |
| 6  | Maja Gullstrand                      | Här för mig själv  | Marcos Ubeda, Thomas G:son                                       |
| 7  | Sofia                                | Alla               | Dimitri Stassos, Henrik Wikström, Irini Michas, Nina Karolidou   |
| 8  | BWO                                  | You're Not Alone   | Alexander Bard, Anders Hansson, Fredrik Kempe                    |

#### Resultat
| Resultat i duellomgången | Resultat i duellomgången | Resultat i duellomgången | Resultat i duellomgången | Resultat i duellomgången |
| ------------------------ | ------------------------ | ------------------------ | ------------------------ | ------------------------ |
| Duell                    | Nr                       | Bidrag                   | Antal röster             | Anm.                     |
| 1                        | 2                        | I Got U                  | 39 124                   | Andra chansen            |
| 1                        | 4                        | Baby Goodbye             | 116 034                  | Till final               |
| 2                        | 3                        | Så vill stjärnorna       | 85 886                   | Till final               |
| 2                        | 8                        | You're Not Alone         | 66 108                   | Andra chansen            |

| Nr | Bidrag             | Antal röster | Antal röster | Plac. | Duell | Duell   | Anm.          | Anm.          |
| Nr | Bidrag             | Omgång 1     | Omgång 2     | Plac. | Duell | Duell   | Anm.          | Anm.          |
| -- | ------------------ | ------------ | ------------ | ----- | ----- | ------- | ------------- | ------------- |
| 1  | The Queen          | 15 985       | —            | 6     | —     | —       | Utröstad      | Utröstad      |
| 2  | I Got U            | 18 515       | 38 078       | 4     | 1     | Förlust | Andra chansen | Andra chansen |
| 3  | Så vill stjärnorna | 29 523       | 55 713       | 3     | 2     | Vinst   | Till final    | Till final    |
| 4  | Baby Goodbye       | 65 234       | 127 990      | 1     | 1     | Vinst   | Till final    | Till final    |
| 5  | Du vinner över mig | 17 785       | 36 284       | 5     | —     | —       | Utröstad      | Utröstad      |
| 6  | Här för mig själv  | 10 568       | —            | 8     | —     | —       | Utröstad      | Utröstad      |
| 7  | Alla               | 14 782       | —            | 7     | —     | —       | Utröstad      | I. J.         |
| 8  | You're Not Alone   | 41 082       | 80 414       | 2     | 2     | Förlust | Andra chansen | Andra chansen |

#### Siffror
- Antal TV-tittare: 2 922 000 tittare[15]
- Antal telefonröster: 691 238 röster[15]
- Summa pengar insamlad till Radiohjälpen: 1 053 643 kronor[15]

### Deltävling 4: Malmö
Deltävlingen sändes från Malmö Arena i Malmö lördagen den 28 februari 2009.

#### Startfält
Bidragen presenteras nedan i startordning.
| Nr | Artist                               | Bidrag                         | Text och musik                                                      |
| -- | ------------------------------------ | ------------------------------ | ------------------------------------------------------------------- |
| 1  | Agnes                                | Love Love Love                 | Anders Hansson                                                      |
| 2  | Star Pilots                          | Higher                         | Joakim Udd, Johan Becker, Johan Fjellström                          |
| 3  | Susanne Alfvengren                   | Du är älskad där du går        | Bobby Ljunggren, Henrik Wikström, Ingela Forsman                    |
| 4  | Anna Sahlene & Maria Haukaas Storeng | Killing Me Tenderly            | Amir Aly, Henrik Wikström, Tobbe Petterssen                         |
| 5  | Thorleifs                            | Sweet Kissin' in The Moonlight | Lina Eriksson, Mårten Eriksson                                      |
| 6  | Sarah Dawn Finer                     | Moving On                      | Fredrik Kempe, Sarah Dawn Finer                                     |
| 7  | Next3                                | Esta Noche                     | Adam Soliman, Gonzalo Flores, Jimmy Almgren, Michael Xavier Barraza |
| 8  | Malena Ernman                        | La voix                        | Fredrik Kempe, Malena Ernman                                        |

#### Resultat
| Resultat i duellomgången | Resultat i duellomgången | Resultat i duellomgången | Resultat i duellomgången | Resultat i duellomgången |
| ------------------------ | ------------------------ | ------------------------ | ------------------------ | ------------------------ |
| Duell                    | Nr                       | Bidrag                   | Antal röster             | Anm.                     |
| 1                        | 1                        | Love Love Love           | 66 740                   | Till final               |
| 1                        | 2                        | Higher                   | 54 785                   | Andra chansen            |
| 2                        | 6                        | Moving On                | 48 526                   | Andra chansen            |
| 2                        | 8                        | La voix                  | 88 870                   | Till final               |

| Nr | Bidrag                         | Antal röster | Antal röster | Plac. | Duell | Duell   | Anm.          | Anm.          |
| Nr | Bidrag                         | Omgång 1     | Omgång 2     | Plac. | Duell | Duell   | Anm.          | Anm.          |
| -- | ------------------------------ | ------------ | ------------ | ----- | ----- | ------- | ------------- | ------------- |
| 1  | Love Love Love                 | 27 501       | 61 082       | 2     | 1     | Vinst   | Till final    | Till final    |
| 2  | Higher                         | 28 311       | 58 751       | 3     | 1     | Förlust | Andra chansen | Andra chansen |
| 3  | Du är älskad där du går        | 7 530        | —            | 8     | —     | —       | Utröstad      | Utröstad      |
| 4  | Killing Me Tenderly            | 17 240       | —            | 7     | —     | —       | Utröstad      | Utröstad      |
| 5  | Sweet Kissin' in The Moonlight | 23 830       | 48 525       | 5     | —     | —       | Utröstad      | Utröstad      |
| 6  | Moving On                      | 27 394       | 57 776       | 4     | 2     | Förlust | Andra chansen | I. J.         |
| 7  | Esta Noche                     | 21 737       | —            | 6     | —     | —       | Utröstad      | Utröstad      |
| 8  | La voix                        | 48 415       | 102 708      | 1     | 2     | Vinst   | Till final    | Till final    |

#### Siffror
- Antal TV-tittare: 3 188 000 tittare[15]
- Antal telefonröster: 639 928 röster[15]
- Summa pengar insamlad till Radiohjälpen: 1 122 842 kronor[15]

## Andra chansen: Norrköping
Andra chansen sändes från Himmelstalundshallen i Norrköping lördagen den 7 mars 2009 klockan 20:00–21:35 direkt i SVT1.
I uppsamlingsheatet tävlade de bidrag som hade placerat sig på tredje och fjärde plats i deltävlingarna. Inramningen av programmet bestod likt tidigare år av sex dueller, i vilka de tävlande bidragen duellerade om de nionde och tionde platserna i finalen. Tittarna kunde likt i deltävlingarna rösta genom att ringa 099-230 0X, där X var bidragets startnummer, för 3,95 kronor per samtal; det fanns emellertid ingen möjlighet att som i deltävlingarna rösta genom att ringa Radiohjälpens nummer. Samtliga tittare kunde även rösta genom att skicka SMS, innehållande önskat bidrags startnummer, till 72 211 för 3,95 kronor per SMS. I varje duell duellerade bidragen med startnummer ett och två, vilket innebar att tittarna enbart kunde rösta på de bidrag som tävlade i den pågående duellen; efter avslutad duell visades en snabbrepris, varpå omröstningen avslutades och nästkommande duell påbörjades.
Resultatet avgjordes i sex dueller, uppdelade på två omgångar. Sveriges Television hade på förhand bestämt att ett bidrag från deltävling x skulle möta ett bidrag från deltävling y i var och en av de fyra duellerna i uppsamlingsheatets första omgång. De bidrag som vann sina respektive dueller fick därefter duellerna mot en ny motståndare i tävlingens andra omgång; utfallet av duellträdet blev att vinnarna i duell nummer ett och två, och vinnarna i duell nummer tre och fyra, fick göra upp om segern i två dueller. Vinnarna i de två avgörande duellerna gick sedermera vidare till final. Sveriges Television hade på förhand även bestämt att de kvalificerade bidragens startnummer, där a innebär tidigast och b senast, i respektive deltävling skulle avgöra vilken plats i duellträdet som skulle upptas:
- De bidrag med startnummer a i deltävling ett och två fick den respektive deltävlingens första duellplats, medan de bidrag med startnummer b fick den respektive deltävlingens andra duellplats; således fick Scotts och Lili & Susie sina respektive deltävlingars första duellplatser, eftersom de i sina respektive deltävlingar startat före Caroline af Ugglas och Amy Diamond, som därav fick sina respektive deltävlingars andra duellplatser.
- De bidrag med startnummer b i deltävling tre och fyra fick den respektive deltävlingens första duellplats, medan de bidrag med startnummer a fick den respektive deltävlingens andra duellplats; således fick BWO och Sarah Dawn Finer sina respektive deltävlingars första duellplatser, eftersom de i sina respektive deltävlingar hade startat efter Rigo & The Topaz Sound feat. Red Fox och Star Pilots, som därav fick sina respektive deltävlingars andra duellplatser.

### Startfält
Bidragen presenteras nedan i kronologisk ordning efter deltävling och startnummer.
| Deltävl. | Artist                               | Bidrag           | Text och musik                                                       | Duell |
| -------- | ------------------------------------ | ---------------- | -------------------------------------------------------------------- | ----- |
| 1        | Scotts                               | Jag tror på oss  | Ingela Forsman, Lars Diedricson, Martin Hedström                     | 1     |
| 1        | Caroline af Ugglas                   | Snälla, snälla   | Caroline af Ugglas, Heinz Liljedahl                                  | 4     |
| 2        | Lili & Susie                         | Show Me Heaven   | Calle Kindbom, Nestor Geli, Pär Lönn, Susie Päivärinta, Thomas G:son | 2     |
| 2        | Amy Diamond                          | It's My Life     | Alexander Bard, Bobby Ljunggren, Oscar Holter                        | 3     |
| 3        | Rigo & The Topaz Sound feat. Red Fox | I Got U          | Rodrigo Pencheff, Tobias Karlsson                                    | 4     |
| 3        | BWO                                  | You're Not Alone | Alexander Bard, Anders Hansson, Fredrik Kempe                        | 2     |
| 4        | Star Pilots                          | Higher           | Joakim Udd, Johan Becker, Johan Fjellström                           | 3     |
| 4        | Sarah Dawn Finer                     | Moving On        | Fredrik Kempe, Sarah Dawn Finer                                      | 1     |

#### Resultat
| Duellomgång 1 | Duellomgång 1 | Duellomgång 1 | Duellomgång 1 | Duellomgång 1 | Duellomgång 1 |
| ------------- | ------------- | ------------- | ------------- | ------------- | ------------- |

| Duellomgång 2 | Duellomgång 2 | Duellomgång 2 | Duellomgång 2 | Duellomgång 2 |
| ------------- | ------------- | ------------- | ------------- | ------------- |

| Duell | D:O | Nr | Bidrag | Antal röster | Anm. |
| ----- | --- | -- | ------ | ------------ | ---- |

| Duell | Nr | Bidrag | Antal röster | Anm. |
| ----- | -- | ------ | ------------ | ---- |

| 1 | 1:T | 1 | Jag tror på oss  | 47 593  | Utröstad      |
| 1 | 4:S | 2 | Moving On        | 88 739  | Duellomgång 2 |
| 2 | 2:T | 1 | Show Me Heaven   | 65 405  | Duellomgång 2 |
| 2 | 3:S | 2 | You're Not Alone | 54 283  | Utröstad      |
| 3 | 2:S | 1 | It's My Life     | 65 493  | Utröstad      |
| 3 | 4:T | 2 | Higher           | 84 671  | Duellomgång 2 |
| 4 | 3:T | 1 | I Got U          | 49 543  | Utröstad      |
| 4 | 1:S | 2 | Snälla snälla    | 100 860 | Duellomgång 2 |

| 1 | 1 | Moving On      | 98 984 | Till final |
| 2 | 2 | Show Me Heaven | 65 217 | Utröstad   |

| 3 | 1 | Higher        | 107 425 | Utröstad   |
| 4 | 2 | Snälla snälla | 111 009 | Till final |

#### Siffror
- Antal TV-tittare: 2 886 000 tittare[16]
- Antal telefonröster: 939 222 röster[16]

## Internationella juryns val
| Den internationella juryns medlemmar |
| --- |
| Cypern - Alexandros Panayi Finland - Thomas Lundin Frankrike - Bruno Berberes (ordf.) Moldavien - Natalia Brasnuev San Marino - Alessandro Capicchioni Serbien - Marija Šerifović - Peric Damir Storbritannien - Barry Viniker Ukraina - Jurij Nikitin - Maryna Skomorochova USA - Fred Bronson Vitryssland - Anastasija Tichanovitj |

Den internationella juryn hade i varje deltävling get ett av de sex bidrag som tittarna inte röstade vidare till final en nominering, och därmed ytterligare en chans att ta sig vidare till final. När duellerna i Andra chansen hade avgjorts offentliggjordes den internationella juryns val genom rak uppläsning av vinnaren i den slutna omröstning som hade pågått mellan juryns medlemmar.

### Resultat
Av de fyra bidrag den internationella juryn utfärdade nomineringar till hade tre röstats vidare till Andra chansen, och ett röstats ut i deltävlingen av tittarna. Av de tre bidrag som tittarna röstat vidare till Andra chansen röstades två, "Moving On" och "Snälla snälla", vidare till final, vilket emellertid innebar att bara "Alla" och "It's My Life" återstod som möjliga juryfinalister. Strax innan Andra chansen-sändningen slut offentliggjorde tävlingens programledare, Petra Mede, att "Alla", framförd av Sofia, blev juryns slutgiltiga val och därmed fick finalens elfte plats. Amy Diamond blev härmed utröstad ur tävlingen.
| Deltävl.                                      | Bidrag         | Resultat       |
| Valbara bidrag                                | Valbara bidrag | Valbara bidrag |
| --------------------------------------------- | -------------- | -------------- |
| 2                                             | It's My Life   | Utröstad       |
| 3                                             | Alla           | Till final     |
| Redan finalklara och därmed ej valbara bidrag |                |                |
| 1                                             | Snälla snälla  | —              |
| 4                                             | Moving On      | —              |

## Finalen: Stockholm
Finalen sändes från Globen i Stockholm lördagen den 14 mars 2009 klockan 20:00–22:05 direkt i SVT1, med direktsänt eftersnack med den vinnande akten med Hanna Eklöf. Av de elva finalisterna hade åtta kvalificerat sig direkt från sina respektive deltävlingar, två från uppsamlingsheatet Andra chansen och en genom att tilldelats en plats av den internationella juryn.
Resultatet avgjordes likt tidigare år i form av kombinerad jury- och telefonröstning. Tittarna kunda rösta genom att ringa antingen 099-320 XX, där XX var bidragets startnummer, för 9,90 kronor per samtal, vilka oavkortat gick till Radiohjälpen, eller 099-230 XX, där XX var bidraget startnummer, för 3,95 kronor per samtal. Samtliga tittare kunde rösta även genom att skicka SMS, innehållande önskat bidrags startnummer; detta år var SMS-röstning möjlig enbart genom att skicka till det billigare numret. Tittarna hade möjlighet att rösta även under tiden de tolv jurygrupperna lämnade sina poäng. Elva av de tolv jurygrupperna representerades av ett regionalt nyhetsdistrikt och avlade poängen 1, 2, 4, 6, 8, 10 och 12, medan en uppsättning samma poäng utdelades av den internationella juryn; totalt 516 poäng. Tittarnas poäng blev multiplar av elva; 12, 24, 48, 72, 96, 120 och 144 poäng till de sju bidrag som fick flest röster i tittaromröstningen. Tittarnas poängskala skiljde sig något åt jämfört med tidigare år i och med införandet av den internationella juryn, som gjorde att antalet jurygrupper ökade från elva till tolv.

### Startfält
Bidragen listas nedan i startordning.
| Nr | Artist             | Bidrag             | Text och musik                                                              | Deltävl.  |
| -- | ------------------ | ------------------ | --------------------------------------------------------------------------- | --------- |
| 1  | Måns Zelmerlöw     | Hope and Glory     | Fredrik Kempe, Henrik Wikström, Måns Zelmerlöw                              | 2         |
| 2  | Caroline af Ugglas | Snälla, snälla     | Caroline af Ugglas, Heinz Liljedahl                                         | 1 + A. C. |
| 3  | Agnes              | Love Love Love     | Anders Hansson                                                              | 4         |
| 4  | H.E.A.T.           | 1000 Miles         | David Stenmarck, Niklas Jarl                                                | 2         |
| 5  | Emilia             | You're My World    | Emilia Rydberg, Figge Boström                                               | 1         |
| 6  | Alcazar            | Stay the Night     | Anders Hansson, Andreas Lundstedt, Lina Hedlund, Mårten Sandén, Tess Merkel | 1         |
| 7  | Sarah Dawn Finer   | Moving On          | Fredrik Kempe, Sarah Dawn Finer                                             | 4 + A. C. |
| 8  | E.M.D.             | Baby Goodbye       | Danny Saucedo, Erik Segerstedt, Mattias Andréasson, Oscar Görres            | 3         |
| 9  | Sofia              | Alla               | Dimitri Stassos, Henrik Wikström, Irini Michas, Nina Karolidou              | 3 + I. J. |
| 10 | Molly Sandén       | Så vill stjärnorna | Bobby Ljunggren, Ingela Forsman, Marcos Ubeda                               | 3         |
| 11 | Malena Ernman      | La voix            | Fredrik Kempe, Malena Ernman                                                | 4         |

#### Resultat
| Poängskillnad | Poängskillnad      | Poängskillnad | Poängskillnad      | Poängskillnad  |    |
| Plac.         | I. J.              | Poäng         | S. J.              | Poäng          |    |
| ------------- | ------------------ | ------------- | ------------------ | -------------- | -- |
| Plac.         | 1                  | Moving On     | 12                 | Hope and Glory | 90 |
| 2             | Snälla, snälla     | 10            | Stay the Night     | 67             |    |
| 3             | Alla               | 8             | Moving On          | 63             |    |
| 4             | Hope and Glory     | 6             | 1000 Miles         | 58             |    |
| 5             | You're My World    | 4             | Baby Goodbye       | 49             |    |
| 6             | Så vill stjärnorna | 2             | Snälla snälla      | 41             |    |
| 7             | La voix            | 1             | Love Love Love     | 40             |    |
| 8             | Love Love Love     | 0             | La voix            | 37             |    |
| 9             | 1000 Miles         | 0             | You're My World    | 24             |    |
| 10            | Stay the Night     | 0             | Alla               | 4              |    |
| 11            | Baby Goodbye       | 0             | Så vill stjärnorna | 0              |    |

Den internationella juryn markeras i tabellen med grön färg; ordinarie svenska jurygrupper markeras i sin tur med blå.
| Nr | Bidrag             | Juryomröstningen | Juryomröstningen | Juryomröstningen | Juryomröstningen | Juryomröstningen | Juryomröstningen | Juryomröstningen | Juryomröstningen | Juryomröstningen | Juryomröstningen | Juryomröstningen | Juryomröstningen | Juryomröstningen | Tittaromröstningen | Tittaromröstningen | Summa | Plac. |    |    |    |         |    |     |   |
| Nr | Bidrag             | I. J.            | Lå               | Uå               | Sl               | Fn               | Kd               | Öo               | Ng               | Gg               | Vö               | Mö               | Sm               | Poäng            | Antal röster       | Poäng              | Summa | Plac. |    |    |    |         |    |     |   |
| -- | ------------------ | ---------------- | ---------------- | ---------------- | ---------------- | ---------------- | ---------------- | ---------------- | ---------------- | ---------------- | ---------------- | ---------------- | ---------------- | ---------------- | ------------------ | ------------------ | ----- | ----- | -- | -- | -- | ------- | -- | --- | - |
| Nr | Bidrag             | 1                | Hope and Glory   | 6                | 10               | 12               | 6                | 10               | 2                | 4                | 2                | 12               | 10               | Poäng            | Antal röster       | Poäng              | Summa | Plac. | 10 | 12 | 96 | 182 651 | 48 | 144 | 4 |
| 2  | Snälla, snälla     | 10               | 12               | 8                | —                | 4                | —                | —                | 6                | 4                | 6                | —                | 1                | 51               | 318 952            | 120                | 171   | 2     |    |    |    |         |    |     |   |
| 3  | Love Love Love     | —                | 1                | 4                | 8                | 2                | 1                | —                | —                | 8                | —                | 6                | 10               | 40               | 49 819             | —                  | 40    | 8     |    |    |    |         |    |     |   |
| 4  | 1000 Miles         | —                | 2                | 6                | 2                | 1                | 12               | 2                | 4                | 1                | 8                | 12               | 8                | 58               | 178 283            | 24                 | 82    | 7     |    |    |    |         |    |     |   |
| 5  | You're My World    | 4                | —                | —                | —                | 12               | —                | 8                | —                | —                | 4                | —                | —                | 28               | 48 844             | —                  | 28    | 9     |    |    |    |         |    |     |   |
| 6  | Stay the Night     | —                | 6                | 10               | 12               | —                | 10               | 1                | 10               | 10               | 1                | 1                | 6                | 67               | 199 014            | 72                 | 139   | 5     |    |    |    |         |    |     |   |
| 7  | Moving On          | 12               | 4                | 1                | 4                | 6                | 6                | 10               | 8                | 2                | 12               | 8                | 2                | 75               | 146 300            | 12                 | 87    | 6     |    |    |    |         |    |     |   |
| 8  | Baby Goodbye       | —                | —                | —                | 10               | 8                | 8                | 12               | 1                | 6                | —                | —                | 4                | 49               | 231 098            | 96                 | 145   | 3     |    |    |    |         |    |     |   |
| 9  | Alla               | 8                | —                | —                | —                | —                | —                | —                | —                | —                | —                | 4                | —                | 12               | 19 885             | —                  | 12    | 10    |    |    |    |         |    |     |   |
| 10 | Så vill stjärnorna | 2                | —                | —                | —                | —                | —                | —                | —                | —                | —                | —                | —                | 2                | 51 467             | —                  | 2     | 11    |    |    |    |         |    |     |   |
| 11 | La voix            | 1                | 8                | 2                | 1                | —                | 4                | 6                | 12               | —                | 2                | 2                | —                | 38               | 322 657            | 144                | 182   | 1     |    |    |    |         |    |     |   |

#### Siffror
- Antal TV-tittare: 3 592 000 tittare[15]
- Antal telefonröster: 1 748 970 röster[15]
- Summa pengar insamlad till Radiohjälpen: 3 457 435 kronor[15]

Total statistik för hela turnén:
- Genomsnittligt antal TV-tittare per program: 3 047 000 tittare
- Totalt antal telefonröster: 5 553 566 röster
- Total summa pengar insamlad till Radiohjälpen: 8 299 834 kronor

### Juryuppläsare
Samtliga röster utom den internationella juryns lästes upp från annan plats än Globen.
- Internationella juryn: Marija Šerifović
- Luleå: Soran Ismail
- Umeå: Jan Bylund
- Sundsvall: Tobias Persson
- Falun: Måns Möller
- Karlstad: Claudia Galli
- Örebro: Thomas Oredsson
- Norrköping: Jakob Öqvist
- Göteborg: Lasse Karlsson
- Växjö: K-G Bergström
- Malmö: Anna Granath
- Stockholm: Thomas Järvheden